# Daniel Browne
Pour les articles homonymes, voir Browne.
Pas d'image ? Cliquez ici

a Compétitions nationales et continentales officielles uniquement.

Dernière mise à jour le 11 octobre 2016.
Daniel Browne, né le 16 avril 1979 à Auckland (Nouvelle-Zélande), est un joueur de rugby à XV d'origine néo-zélandaise et de nationalité irlandaise. Il a évolué entre 2001 et 2005, puis entre 2011 et 2012 au sein de l'effectif du FC Grenoble.

## Carrière

### En club
- 2001 :  Bedford Blues
- 2001-2005 :  FC Grenoble
- 2005-2007 :  Northampton Saints
- 2007-2010 :  Bath Rugby[2]
- 2010-2011 :  Leeds Carnegie
- 2011-2012 :  FC Grenoble[3]
- 2012-2015 :  London Welsh

## Palmarès
- Avec Bath :
  - Vainqueur du challenge européen en 2008
- Avec Grenoble :
  - Champion de France de Pro D2 en 2012
- Avec les London Welsh :
  - Champion d'Angleterre de RFU Championship en 2014.